# Нечепсухо
Нечепсухо — річка, розташована в центральній частині  Туапсинського району за 40 км на північний захід від міста Туапсе. Бере початок на південно-західному схилі Великого Кавказького хребта, за 5 км від села Підхребтове. Впадає в море у селища  Новомихайлівський в Михайлівську бухту. Довжина річки 29 км, площа водозбору 290 км². Має понад 30 приток.  
Річка Базанова має витоки на південному схилі гори Довгий Пікет (502 м), її довжина 8 км. Впадає в р. Нечепсухо на північ від селища Новомихайлівський, за 5 км від центру селища.
На правом березі притоки Суха розташовано мальовниче урочище Нірон. Притока Кутай з притокою Гаряча беруть початок серед скель гори Гаряча. Довжина притоки 4 км. Багато приток беруть початок з східного схилу гори Пляхо (висота 618 метрів), із заходу і сходу гори Свистун (висота 568 метрів). 
У долині річки Нечепсухо розташовані населені пункти:  Підхребтове,  Псебе,  Новомихайлівський. 
Середньорічна витрата води 14 м³/сек. При паводках річка стає каламутною, несе уламковий матеріал: валуни, рінь, пісок, мул. Рівень річки сильно підвищується.  
Долина річки в низов'ях широка, із спокійним рельєфом. Річка при впаданні в морі звужується і проривається серед скель. На правом березі Псебе розташовані пам'ятники старовини: могильні споруди, фортеця Никопсія.